# Kedonganan
Kedonganan is een bestuurslaag in het regentschap Badung van de provincie Bali, Indonesië. Kedonganan telt 10.735 inwoners (volkstelling 2010).